# Lepisorus luchunensis
Lepisorus luchunensis là một loài thực vật có mạch trong họ Polypodiaceae. Loài này được Y.X. Ling mô tả khoa học đầu tiên năm 2000.